# 霍爾 (挪威)
霍爾（挪威語：Hol）是挪威布斯克吕郡的市镇，行政中心为霍爾村。市镇面积为1,858平方公里，人口数量为4,556人（2003年），人口密度为每平方公里3人。